# 岡野涼子

岡野 涼子（おかの りょうこ、1978年 - ）は、日本の地方政治家。大分県議会議員で、自由民主党所属。

## 来歴
大分県日田市出身。大分県立日田高等学校を経て、共立女子大学を卒業した。大学卒業後、大分放送に入社し、テレビ制作部に配属。朝の情報番組「かぼすタイム」にレポーターとして出演した。水郷ひた観光親善大使を務めた。
結婚を機に退職後、キャリアコンサルタントを取得し、大分大学COC＋推進機構に勤務した。
一般社団法人NINAU（2018年）や株式会社ENTO（2019年）を設立した。
2023年4月の大分県議会議員選挙に、日田市の選挙区から無所属で立候補して当選した。

## 活動
- キャリア教育 - 地域で働く大人たちが小中高生に自らの仕事や生き方を語る「おとな先生」プロジェクトを展開[6]。
- 地域活性化 - 日田市において、地域のキャリア教育を牽引し、地域活性化に貢献。